# Battaglia di Knjaževac
La battaglia di Knjaževac fu una battaglia della seconda guerra balcanica, combattuta tra l'esercito bulgaro e quello serbo. La battaglia ebbe luogo nel luglio 1913 e si concluse con la cattura della città serba da parte della 1ª armata bulgara.